# حارة المصلي (صنعاء)

تعديل مصدري - تعديل

حارة المصلي هي إحدى حارات حي بيت زبطان بضواحي الأمانة مديرية سنحان وبني بهلول، بلغ تعداد سكانها 550 نسمة حسب تعداد اليمن لعام 2004.